# La Châtre
 La Châtre  es una población y comuna francesa, en la región de Centro, departamento de Indre. Es la subprefectura del  distrito y chef-lieu  del cantón de su nombre.

## Historia
La Châtre : « castra » antiguo campo galo, celta o romano (los archivos no aclaran su origen), posteriormente emplazamiento de un castillo feudal; el origen de la ciudad es controvertido. Hay que esperar al siglo XI para conocer con certidumbre al Señor de La Châtre : Ebbes VI, último hijo de Raoul de Déols, señor de Châteauroux. Un grupo de monjes cistercienses se instaló al borde del Indre, comenzando el desarrollo económico con la construcción de molinos.
Del siglo XIII al XV la villa pasa a manos de los Chauvigny. Hicieron construir hacia 1424 un castillo señorial del que sólo queda la torre del homenaje (hoy día museo George Sand y de la Vallée Noire). Dicho castillo se hallaba en el interior de las murallas de la ciudad. La Carta de 1463 dio algunos privilegios a los burgueses. en el siglo XV, al final de la Guerra de los Cien años, la ciudad conoce un periodo de gran desarrollo. Su situación entre las posesiones del rey de Francia y las antiguas provincias inglesas hacen de ella un lugar de intercambio, propiciado por la presencia de la corte en Bourges. A principios del siglo XVIII en el límite de las zonas de alta y baja gabela, La Châtre pasa a ser una ciudad de regimientos y de magistrados que edifican bellos hoteles particulares.
1788 : La Corporación Municipal decide abatir las puertas de la ciudad, cuyos muros ya estaban derruidos en sus tres cuartas partes.
El siglo XIX está marcado por la industria del cuero. Situada en una región ganadera y a orillas del río Indre, la ciudad tenía desde la Edad Media numerosas tenerías, una cuarta parte de las cuales sigue en activo.
Marcada igualmente por la presencia de George Sand. La escritora visitaba frecuentemente La Châtre para encontrarse con sus amigos, pese a que criticaba el conformismo de la ciudad.
Durante la década de los 60, La Châtre sufre grandes transformaciones : barrios enteros crecen alrededor de la ciudad antigua. Hoy en día, La Châtre es una subprefectura dinámica de más de 4700 habitantes.

## Demografía
| 4025 | 4524 | 4847 | 4922 | 4623 | 4547 |
| Para los censos de 1962 a 1999 la población legal corresponde a la población sin duplicidades (Fuente: INSEE [Consultar]) |      |      |      |      |      |